# Lady Hamilton (film, 1941)
Pour les articles homonymes, voir Lady Hamilton (homonymie).
Pour plus de détails, voir Fiche technique et Distribution.
Lady Hamilton (That Hamilton Woman) est un film américain d'Alexander Korda sorti en 1941.

## Synopsis
À Calais, une Anglaise est attrapée alors qu'elle volait une bouteille de vin. Mise en prison, elle déclare à une autre prisonnière, Mary Smith, qu'elle est la célèbre « Lady Hamilton ».
En 1786, la jeune et belle Emma Hart arrive à Naples avec sa mère, Mme Cadogan-Lyon, au palais de Sir William Hamilton, l'ambassadeur britannique, qui est l'oncle de son amant, Charles Greville. Hamilton l'informe que Charles n'a jamais eu l'intention de l'épouser. Il lui offre une nouvelle vie et elle accepte de vivre avec lui, et même de devenir sa femme. Un matin, ils reçoivent la visite d'Horatio Nelson, un officier de la marine britannique, qui leur annonce que l'Angleterre est en guerre avec la France. Nelson est venu à Naples pour chercher une aide militaire, et Emma use de son influence sur la reine pour lui procurer des troupes. Toutefois, cinq années de guerre épuisent à la fois les ressources de la marine et la sympathie des pays européens, qui sont, au détriment de Nelson, trop intimidés par Napoléon Bonaparte pour aider l'Angleterre. Alors que son navire est à l'ancre près de Naples, Nelson reçoit la visite d'Emma, qui est horrifiée de voir qu'il a perdu un bras et qu'il est devenu borgne. Elle apporte une promesse d'aide de la part de la reine, et Nelson part battre Napoléon en Égypte. De retour à Naples, Nelson malade est soigné par Emma, dont il tombe amoureux. Nelson, qui est marié, part pour Malte, mais, désobéissant aux ordres, revient à Naples quand il apprend que la révolution y a éclaté. Il sauve la famille royale et les Hamilton, mais désapprouvé par l'Amirauté, il doit retourner seul en Angleterre.
Alors qu'ils attendent Nelson dans un hôtel de Londres, Lady Frances Nelson et son beau-père le  Révérend Nelson reçoivent la visite de Lord Spencer, qui leur apprend que Nelson est déjà arrivé, accompagné d'Emma. Le lendemain, Emma s'évanouit à la Chambre des lords, et Lady Nelson, qui en conclut qu'Emma est enceinte, se met en colère contre son mari et lui jure qu'elle ne divorcera jamais. Le Révérend Nelson implore son fils que prendre la bonne décision, à savoir quitter Emma, mais Nelson refuse. Après qu'Emma donne naissance à une fille, Horatia, sa mère la pousse à se réconcilier avec Hamilton, qui est malade, ne serait-ce que pour protéger son héritage. Emma refuse et se retrouve sans le sou lorsqu'il meurt. Nelson et Emma déménagent dans une maison à la campagne, où ils vivent heureux jusqu'en 1805, quand Nelson est rappelé pour défendre l'Angleterre, qui a formé une alliance avec l'Espagne. Nelson conduit ses hommes à la victoire à la bataille de Trafalgar, mais est tué par un tireur d'élite. L'aide de camp de Nelson, le capitaine Hardy, en pleurs, apporte la nouvelle à Emma, et des années plus tard, dans la prison de Calais, elle se dit que l'histoire de sa vie s'est terminée à ce moment-là.

## Fiche technique
- Titre original : That Hamilton Woman
- Titre français : Lady Hamilton
- Réalisateur : Alexander Korda, assisté de Walter Mayo
- Scénario : Walter Reisch et Robert Cedric Sherriff
- Direction artistique : Lyle R. Wheeler
- Décors : Vincent Korda, Julia Heron
- Costumes : René Hubert, Irene Saltern (pour Vivien Leigh) et Marjorie Best
- Photographie : Rudolph Maté
- Son : William H. Wilmarth
- Montage : William Hornbeck
- Musique : Miklós Rózsa
- Producteur : Alexander Korda
- Société de production : Alexander Korda Films et United Artists
- Société de distribution : United Artists
- Pays d'origine :  États-Unis
- Langue originale : anglais, français, italien
- Format : Noir et blanc - 35 mm — 1,37:1 - Son mono (Western Electric Noiseless Recording)
- Genre : Drame historique
- Durée : 128 minutes
- Dates de sortie : 
  - États-Unis : 3 avril 1941 (première mondiale à New York), 30 avril 1941 (sortie nationale)
  - Royaume-Uni : 2 août 1941 (première à Londres)
  - France : 20 décembre 1945

## Distribution
- Vivien Leigh : Lady Emma Hamilton
- Laurence Olivier : Lord Horatio Nelson
- Alan Mowbray : Sir William Hamilton
- Sara Allgood : Mme Cadogan-Lyon
- Gladys Cooper : Lady Frances Nelson
- Henry Wilcoxon : Capitaine Hardy
- Heather Angel : Mary Smith
- Halliwell Hobbes : Révérend Nelson
- Gilbert Emery : Lord Spencer
- Miles Mander : Lord Keith
- Ronald Sinclair : Josiah
- Luis Alberni : le roi de Naples
- Norma Drury Boleslavsky : la reine de Naples
- Olaf Hytten : Gavin
- Juliette Compton : Lady Spencer
- Guy Kingsford : Capitaine Troubridge

Et, parmi les acteurs non crédités :
- Leonard Carey : l'ordonnance
- George Davis : un gendarme
- Georges Renavent : le directeur de l'hôtel

## Critique
« Lady Hamilton était aux yeux de son réalisateur et producteur Alexander Korda un authentique film de propagande destiné à attirer l'attention du monde libre sur les dangers qui planaient sur l'Angleterre. Il n'est pas difficile de deviner derrière la menace napoléonienne celle de Hitler, la Marine britannique jouant le rôle plus tard dévolu à la Royal Air Force. [...] Même si la vérité historique est parfois malmenée, Lady Hamilton demeure un superbe roman d'amour, bénéficiant de la présence exceptionnelle du couple formé par Vivien Leigh et Laurence Olivier. »

— André Moreau, Télérama, 28 août 2010

## Autour du film
Le film était notamment le film préféré de Winston Churchill, qui l'a visionné une vingtaine de fois, souvent en pleurs. Il se voyait naturellement en Nelson.